# Сесиль умерла (телеспектакль)
«Сесиль умерла» — телевизионный спектакль Вячеслава Бровкина, поставленный в 3 частях в 1969 году на Центральном телевидении (Главная редакция литературно-драматических программ) по роману Жоржа Сименона «Смерть Сесили» (1942). Премьера состоялась на Четвёртой программе ЦТ с 28 по 30 декабря 1969 года, а по Первой программе — 3 и 4 января 1970 года .

## Сюжет
Сесиль Маршан неожиданно обнаруживает, что квартиру, где она живёт вместе с больной тёткой, посещает кто-то чужой. Полицейские, которым было поручено вести наблюдение за этой квартирой, ничего подозрительного не заметили. Однако вскоре Сесиль и её родственницу находят убитыми... Выясняется, что Сесиль сама убила свою тётушку-скупердяйку, так как та, не хотела давать денег на подготовку к родам брату Сесили. А Дандюран убил Сесиль, чтобы та не рассказала всем, что он был любовником тётушки и на пару с ней (с тётушкой) отравил тетушкиного муженька.

## В ролях
- Борис Тенин — комиссар Мегрэ
- Борис Иванов — Дандюран

## Критика
Критики очень тепло приняли телеспектакль. Так, братья Вайнеры в статье «Детектив в вашем доме» отмечали, что фильм был поставлен «со вкусом». Более развернутый отзыв оставил Жорж Сименон: «Я получил фотографии многих сцен. Мне понравились и постановка, передающая атмосферу романа, и ансамбль актёров, особенно первый исполнитель Мегрэ в Советском Союзе — народный артист РСФСР Б. Тенин. Надеюсь, что он ещё выступит в этой роли». Надежды писателя оправдались: впоследствии Борис Тенин исполнил роль Мегрэ в трёх постановках Центрального телевидения СССР: «Мегрэ и человек на скамейке» (1973), «Мегрэ и старая дама» (1974), «Мегрэ колеблется» (1982).

## Судьба фильма
По состоянию на апрель 2017 года фильм «Сесиль умерла» считается утраченным. Тем не менее, представление о режиссёрской трактовке сюжета составить можно: в 1989 году Вячеслав Бровкин снова обратился к роману Сименона и поставил радиоспектакль «Смерть Сесили». Роль комиссара Мегрэ в нём исполнил Армен Джигарханян. Он исполнил роль комиссара также в радиопостановке «Старая дама из Байё» и телеспектакле «Мегрэ у министра» (1987).